# NGC 1466

NGC 1466 est un amas globulaire situé dans la constellation de l'Hydre mâle à la périphérie du Grand Nuage de Magellan . L'astronome britannique John Herschel l'a découvert en 1834.  

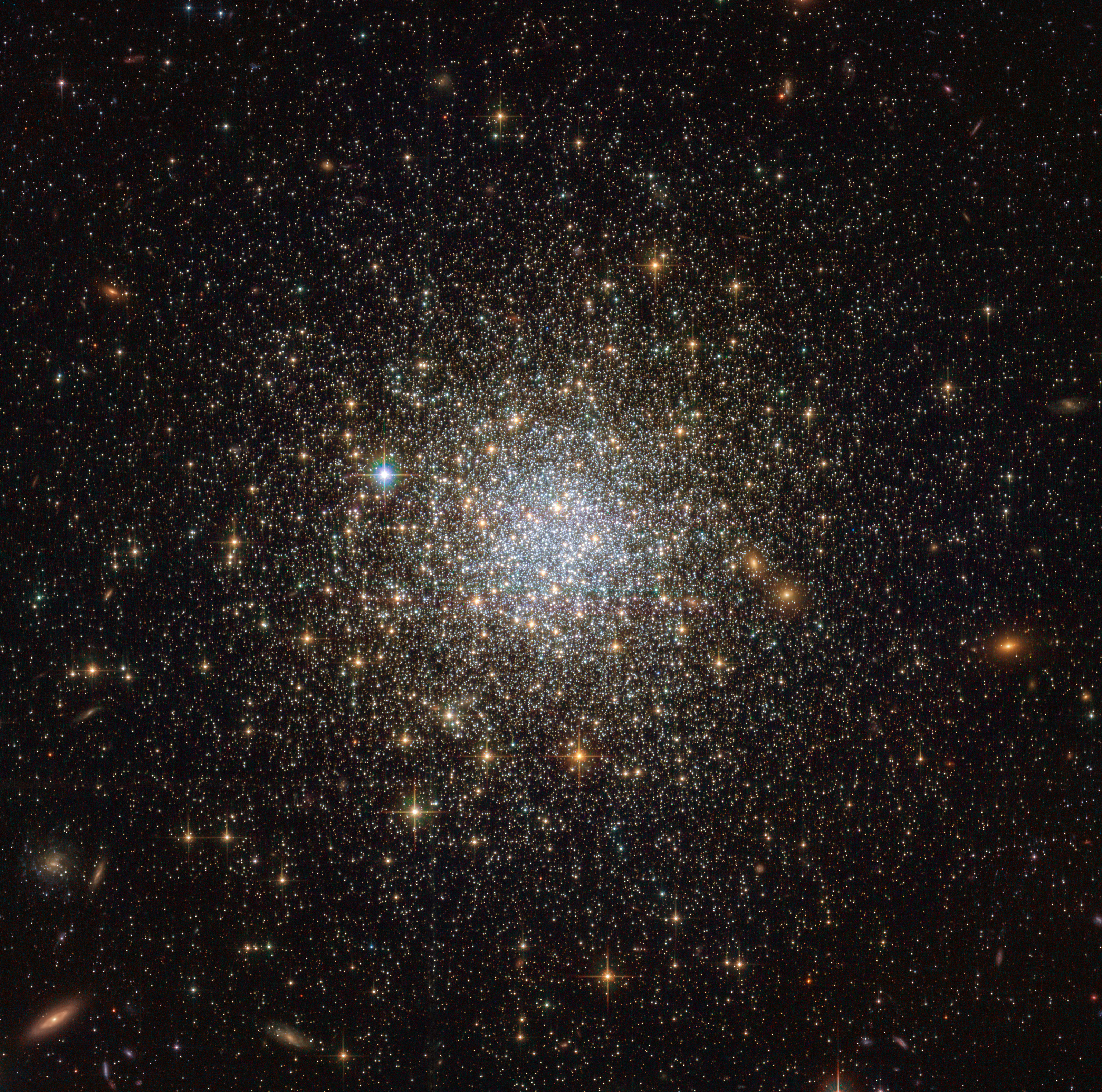
Une autre image de NGC 1466 captée par le télescope spatial Hubble.

À ce jour, huit mesures non basées sur le décalage vers le rouge (redshift) donnent une distance de 0,051 ± 0,003 Mpc (∼166 000 al).

## Caractéristiques
La masse de cet amas est égale à 105,15{\displaystyle M_{\odot }}, soit 4.11 × 106{\displaystyle M_{\odot }}. L'indice de métallicité Fe/H de cet amas est égal à -1,60 et son âge est estimé à 13,1 milliards d'années.
En 2001, on dénombrait un total de 49 étoiles de type variable  RR Lyrae en plus d'une possible candidate. Huit de ces étoiles sont de type RRd, un type qui possède deux périodes de pulsation superposées. La période moyenne des étoiles de type RRab est de 0,591 jour et celle de type RRc de 0,335 jour. Douze autres variables ont été identifiées, dont deux de longue période et une de type céphéide. 